# Vano Siradeghian
Vano Siradeghian, né le 13 novembre 1946 à Kotigegh et mort le 15 octobre 2021, est un homme politique arménien.
Avant d'avoir été député et ministre de l'intérieur, il fut maire d'Erevan, la capitale de l'Arménie, de 1996 à 1998.